# Exechia nugatoria
Exechia nugatoria är en tvåvingeart som beskrevs av Oskar Augustus Johannsen 1912. Exechia nugatoria ingår i släktet Exechia och familjen svampmyggor. Inga underarter finns listade i Catalogue of Life.